# Почётный гражданин Стерлитамака
Почётный гражданин города Стерлитамака — звание, форма поощрения за особые заслуги перед городом Стерлитамаком в области развития производства, городского хозяйства, народного образования, здравоохранения, культуры, спорта. Присваивается лицам, прожившим в городе не менее 20 лет.

## Носители звания

### 1966
- Шамсутдинов, Калимулла Сафиуллович — участник гражданской войны[2].
- Семагин, Василий Александрович — военный хирург[2].

### 1969
- Маямсина, Мария Александровна — педагог[2].
- Имангулов, Динислам Исламович — слесарь[2].

### 1989
- Емельянов, Семён Иванович — директор средней школы[2].
- Курбатова, Надежда Дмитриевна — преподаватель музыки[2].
- Лелюшкин, Василий Ильич — корреспондент газеты «Стерлитамакский рабочий»[2].

### 1991
- Дьяконова, Мария Ивановна — врач[2].
- Еремеенко, Николай Яковлевич — заместитель главного инженера Салаватского нефтехимического комбината[2].
- Соболев, Николай Дмитриевич — заместитель председателя Совета ветеранов города Стерлитамака[2].

### 1996
- Муллагалямов, Марат Сабитович — заместитель генерального директора «Башнефти»[2].
- Семёнов, Александр Сергеевич (Стерлитамак) — председатель Совета ветеранов[2].
- Щебланова, Елена Георгиевна — секретарь партийного комитета ЗАО «Сода»[2].
- Ядренников, Василий Иванович — глава треста «Стерлитамакстой»[2].

### 2001
- Швынденкова, Валентина Николаевна — член совета старейшин города.
- Шик, Василий Никитиич — директор завода «Авангард»[2].

### 2004
- Секин, Владимир Алексеевич — герой Советского Союза[2].

### 2005
- Акчурин, Махмут Абдуллович — заместитель директора «Стерлитамакстроя»[2].

### 2006
- Сафиуллина, Альмира Муратовна — в честь 240-летия города[2].
- Глухова, Зинаида Михайловна —— в честь 240-летия города[2].
- Рахимов, Муртаза Губайдуллович — глава республики Башкортостан[2].

### 2007
- Ахметов, Спартак Галеевич — глава города Стерлитамака[2].